# Roland Händle
Roland Händle, né le 11 octobre 1967 à Marbourg, est un rameur d'aviron allemand. 

## Carrière
Aux Championnats du monde d'aviron, il remporte une médaille de bronze en quatre sans barreur poids légers en 1997.

## Vie privée
Il est le frère du rameur Christian Händle et le beau-frère de la rameuse Birgit Peter.